# Himalcoelotes gyirongensis
Himalcoelotes gyirongensis là một loài nhện trong họ Amaurobiidae. Loài này được phát hiện ở Trung Quốc và Nepal.